# Iniciativa Focus
Iniciativa Focus es una asociación sin ánimo de lucro, abierta a la sociedad y a su desarrollo. Fundada el 17 de septiembre de 2002.
Aunque públicamente se autodenomina y es conocida como "Iniciativa Focus", legalmente se denomina como "formación, cultura y solidaridad".
Se trata de una asociación con una vocación en la formación, difusión de las nuevas tecnologías y defensa del conocimiento libre.
Colabora activamente con la Junta de Andalucía, con la Junta de Extremadura, siendo colaboradora activa en la organización de las diversas ediciones de la Conferencia Internacional Software libre y el e-verano

## Objetivos
Los objetivos principales de esta asociación son:
La Difusión, defensa y promoción del conocimiento libre como un bien público. Para ello se fomenta el uso de las nuevas tecnologías, ofreciendo una formación específica, amena, cercana y directa, haciéndole llegar a empresas públicas y privadas las ventajas de usar las tecnologías y la variedad de herramientas, proyectos y software que existen, que no requieren del pago de un canon indiscriminado. Así como el fomento del voluntariado y participación ciudadana que lleven a la consecución de estos fines.

## Iniciativas
- Enrédate al 17
- Software libre para el Sáhara

## Delegaciones
Iniciativa Focus tiene presencia en 3 regiones españolas: Andalucía, cuyo presidente es Elvira Nieto. Extremadura, cuyo presidente es José Antonio León y Madrid, cuyo presidente es Juan Tomás García. Así como también en territorios de otros países, como es el caso de Argentina, Chile,  o Venezuela. El fundador de esta asociación fue Ramón Ramón Sánchez.
Actualmente está formada aproximadamente por 600 socios y está siempre abierta a nuevas incorporaciones.

## Sede
La sede social de Iniciativa Focus está en Andalucía en Málaga, en Extremadura está en Cáceres y en Madrid, se encuentra en Madrid capital.